# Raigón
Raigón est une ville de l'Uruguay située dans le département de San José. Sa population est de 583 habitants.

## Population
| Année | Population |
| ----- | ---------- |
| 1963  | -          |
| 1975  | 192        |
| 1985  | 279        |
| 1996  | 582        |
| 2004  | 583        |

Référence,.